# Rubroscirus valentis
Rubroscirus valentis är en spindeldjursart som beskrevs av Muhammad, Mohammad Nazeer Chaudhri och Akbar 1989. Rubroscirus valentis ingår i släktet Rubroscirus och familjen Cunaxidae. Inga underarter finns listade i Catalogue of Life.